# Distretto di Fitzcarrald
Il distretto di Fitzcarrald è uno dei quattro distretti della provincia di Manu, in Perù. Si trova nella regione di Madre de Dios e si estende su una superficie di 10.955,3 chilometri quadrati.
Istituito il 26 dicembre 1912, ha per capitale la città di Boca Manu.
Il suo nome è un omaggio a Carlos Fermín Fitzcarrald, coltivatore di gomma ed esploratore peruviano che scoprì l'Istmo di Fitzcarrald.